# Linie A (Buenos Aires)

Verlauf der Linie A der Subte

Die Linie A (spanisch Línea A) ist die älteste Linie der U-Bahn von Buenos Aires. Sie verläuft zwischen den Stationen Plaza de Mayo und San Pedrito.

## Beschreibung
Die Linie A wurde am 1. Dezember 1913 mit einer Streckenlänge von 7,13 km eröffnet. Sie ist damit die älteste U-Bahn-Linie in Südamerika und auf der gesamten südlichen Hemisphäre. Lange Zeit war sie auch die Linie mit den weltweit ältesten in Betrieb stehenden Fahrzeugen, da die simple Technik von 1913 lange Zeit betriebssicherer war als neuere Fahrzeuge. Die Linie A wurde dadurch zu einem der Wahrzeichen von Buenos Aires.

## Fahrzeuge

### La Brugeoise-Triebwagen

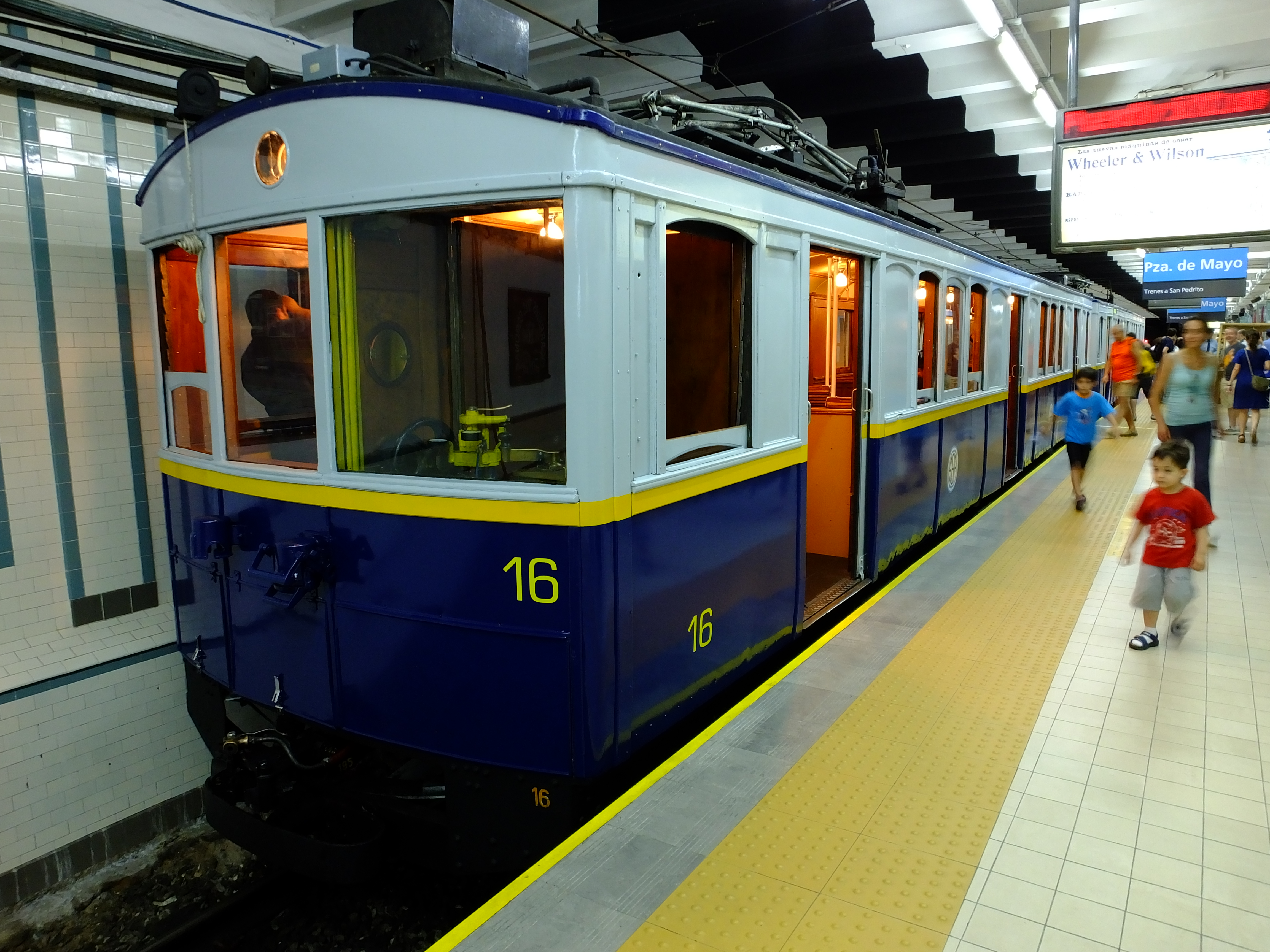
La Brugeoise Triebwagen von 1913

Diese teilweise 100 Jahre lang verwendeten Fahrzeuge stammten von der belgischen Firma La Brugeoise et Nivelles und wurden in den Jahren von 1911 bis 1919 gebaut. Sie waren die ersten elektrischen Triebzüge in Argentinien. Ursprünglich wurden 120 Triebwagen bei der englischen Firma United Electric Car Company (UEC) mit Sitz im britischen Preston bestellt, welche aber nur vier Exemplare lieferte und den restlichen Auftrag an La Brugeoise vergab. Diese lieferten zwei Serien von Triebwagen, von denen die erste (Nr. 5–50) dem UEC-Fahrzeugen glich. Die Lieferung der zweiten, in ihrem Aussehen leicht veränderten Serie wurde durch den Ersten Weltkrieg unterbrochen. Zwischen 1915 und 1926 liefen die Fahrzeuge auch im oberirdischen Abschnitt zwischen den Avenidas Lacarra und Avenida Rivadavia, wo sie im Straßenbahnbetrieb verkehrten. Zu diesem Zweck waren die Fahrzeuge mit Fahrdrahtspannungen von 550 V und 1100 V Gleichstrom einsetzbar. Eine Besonderheit der Fahrzeuge in ihrer frühen Einsatzzeit war, dass sie niedrige Einstiege an den Waggon-Enden zum Einstieg auf der Straße und hochgelegene Türen in der Fahrzeug-Mitte zum Einstieg an den Untergrund-Bahnsteigen besaßen. Die filigran ausgeführten hölzernen Wagenkästen erwiesen sich jedoch schon nach wenigen Betriebsjahren als instabil, so dass 1926 ein umfangreicher Umbau der Fahrzeuge durchgeführt wurde. Bei dieser Modernisierung wurden u. a. die Fahrzeugfronten umgebaut, die Straßenbahneinstriege entfernt, die Anzahl der seitlichen Fenster reduziert und die Fahrzeuge durch den Einbau eines mittleren Einstieges vereinheitlicht. Durch eine Versetzung der Kupplung wurden torsionsbedingte Probleme der Fahrgestelle beseitigt. Die Triebwagen waren ab nun rein im Untergrundbetrieb eingesetzt.
Untergestell und elektrische Ausrüstung der Triebwagen stammen von der AEG. Jedes Fahrzeug besitzt einen Scherenstromabnehmer, die Steuerung erfolgte über eine Schützensteuerung mit 9 (ursprünglich 11) Fahrstufen bzw. sechs Reihen- und drei Parallelstufen. Ein auf der Fahrschalterkurbel angebrachter Totmannknopf sorgte für eine Unterbrechung der Stromzufuhr im Notfall, wurde aber auch im regulären Betrieb zum Ausschalten der Motoren vor dem Bremsen benützt. Die Fahrzeuge wurden durch je einen 43 kW starken Motor Type U 109 pro Drehgestell angetrieben und erreichten eine Höchstgeschwindigkeit von 50 km/h. Gebremst wurde ausschließlich über eine Knorr-Druckluftbremse, die Bremsklötze bestanden bis zur Außerdienststellung aus imprägnierten Hartholz und sorgten für einen unverkennbaren Geruch in der U-Bahn.
Die Brugeoise-Triebwagen waren je 15,8 Meter lang, 2,6 Meter breit und 2,38 Meter hoch und boten den Fahrgästen 42 Sitz- und 140 Stehplätze. Pro Seite waren die Triebwagen mit drei Schiebetüren zu je 1,20 m Breite ausgestattet, welche sich von Hand öffnen ließen. Anfangs von je einem Schaffner pro Waggon geschlossen, konnte ab 1946 ein einziger Zugbegleiter alle Türen zentral freigeben und durch eine Fernbedienung automatisch schließen und verriegeln. Um 1926 wurden auch mechanisch betätigte Fahrsperren eingebaut, welche bei Überfahren eines roten Signals automatisch die Druckluftbremse betätigten und die Stromzufuhr unterbrachen. Ab 2010 wurden diese Sperren durch das digitale Zugsicherungssystem ATP gesteuert. Die auch als „Hexen“ bekannten Wagen erwiesen sich als zuverlässig und fast unverwüstlich, angeblich kamen nur ca. 19 Störungen pro 100.000 Kilometern. Im Laufe der Jahre wurden einzelne Fahrzeuge modernisiert, 1987 wurden 15 Triebwagen durch EMEPA mit modernen Wagenkästen aus Metall versehen. Fahrgestell und Drehgestelle blieben dabei weitestgehend unverändert.
Am 11. Januar 2013 wurden die letzten Brugeoise-Triebwagen aus dem Planbetrieb verabschiedet, zuletzt waren noch 53 Triebwagen im Einsatz. Unter ihnen war Triebwagen Nr. 5 mit Baujahr 1913 der Älteste, er stand insgesamt 99 Jahre, einen Monat und 10 Tage im Dienst. Die noch vorhandenen Fahrzeuge stehen mittlerweile alle unter Denkmalschutz. Ein Triebzug wurde für den Einsatz als historische Garnitur bei Sonderfahrten instand gesetzt und an die nun erhöhte Fahrdrahtspannung von 1500 V angepasst. Dafür wurde eigens ein Umrichter eingebaut, um die historische Schützensteuerung weiterhin verwenden zu können, allerdings wurden die Parallelstufen gesperrt. Die Garnitur kam erstmals im September 2017 bei Sonderfahrten zum Einsatz.
Das Lackierungsschema der Triebwagen war ursprünglich blaugrau, später hellgrau-dunkelblau mit einer gelben Zierlinie.

### Neuere Fahrzeuge
Versuche, die zuverlässigen Brugeoise-Triebwagen zu ersetzen, scheiterten lange Zeit. Erst 2008 wurden zwei Einheiten eines ursprünglich von Matefer in Zusammenarbeit mit Fiat Ferroviaria gebauten Wagentyps, ausgestattet mit einer Thyristorsteuerung von Siemens, zur Verstärkung auf der Linie A eingesetzt. Neuere Waggons wurden nun allmählich eingeführt, um die steigende Passagierzahlen zu bewältigen. Heute sind hauptsächlich modernisierte Siemens-Schuckert/Orenstein & Koppel-Triebzüge aus den 1930er Jahren und die 2013 gebauten Triebwagen der Serie 200 des chinesischen Herstellers CNR im Einsatz.

## Bilder

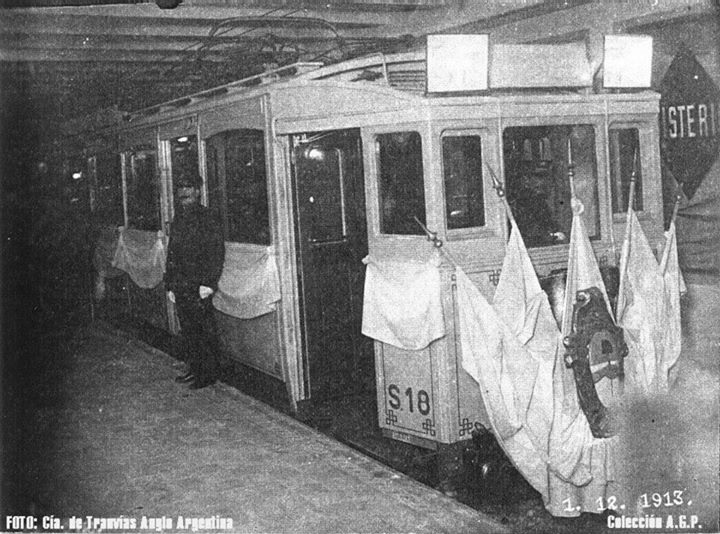
Eröffnungszug der Linie A in der Station Plaza de Mayo (1913)
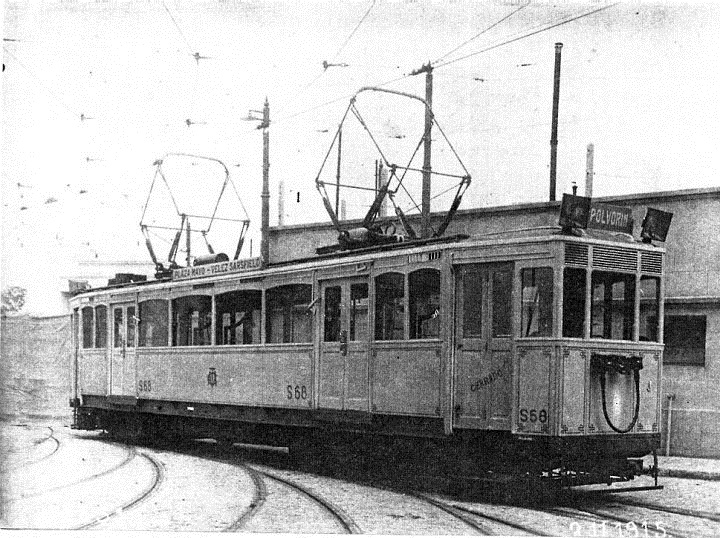
Brugeoise-Triebwagen der zweiten Serie (1915)
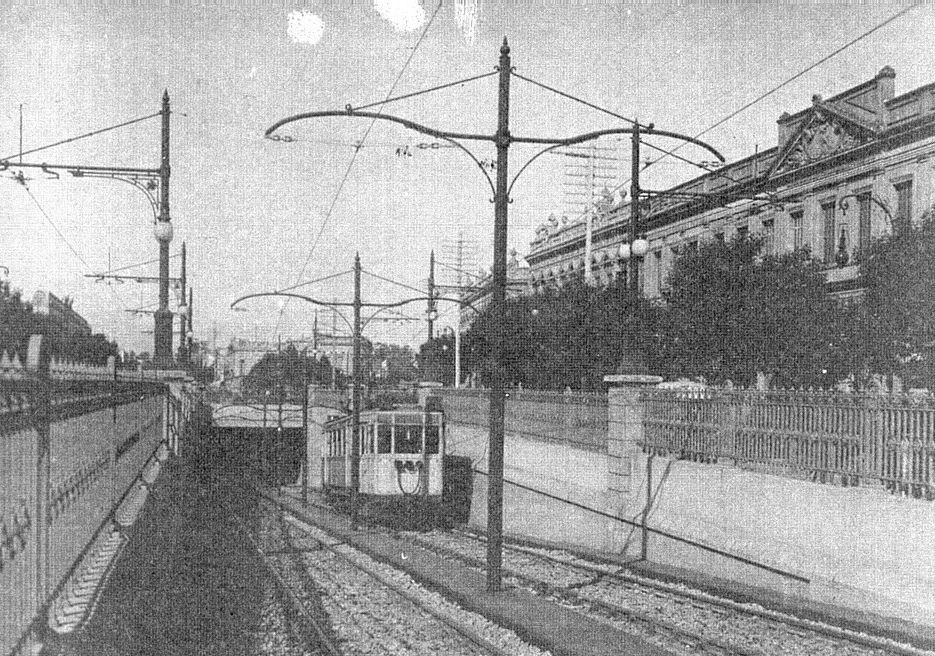
Übergang zwischen Tunnel und oberirdischer Strecke (1915–1926)
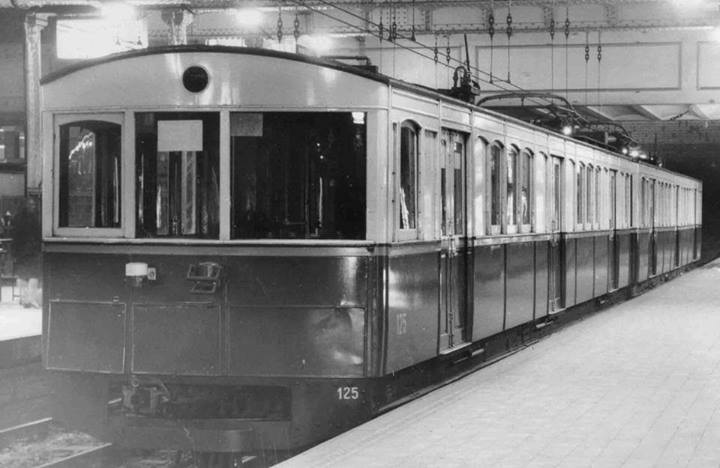
Brugeoise-Triebwagen im umgebauten Zustand (1960)
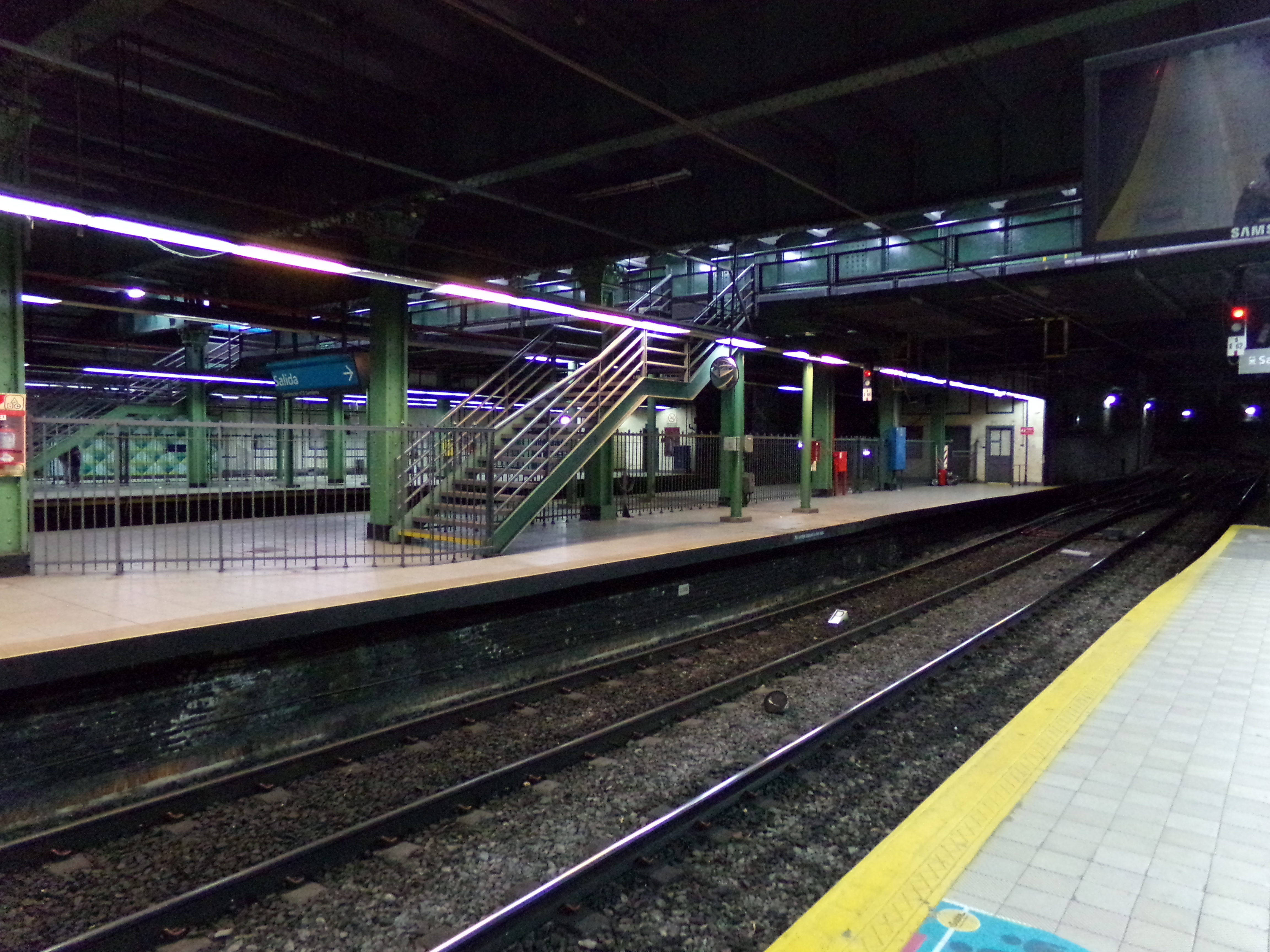
Die „Subte“ Linie A an der Station Plaza Miserere
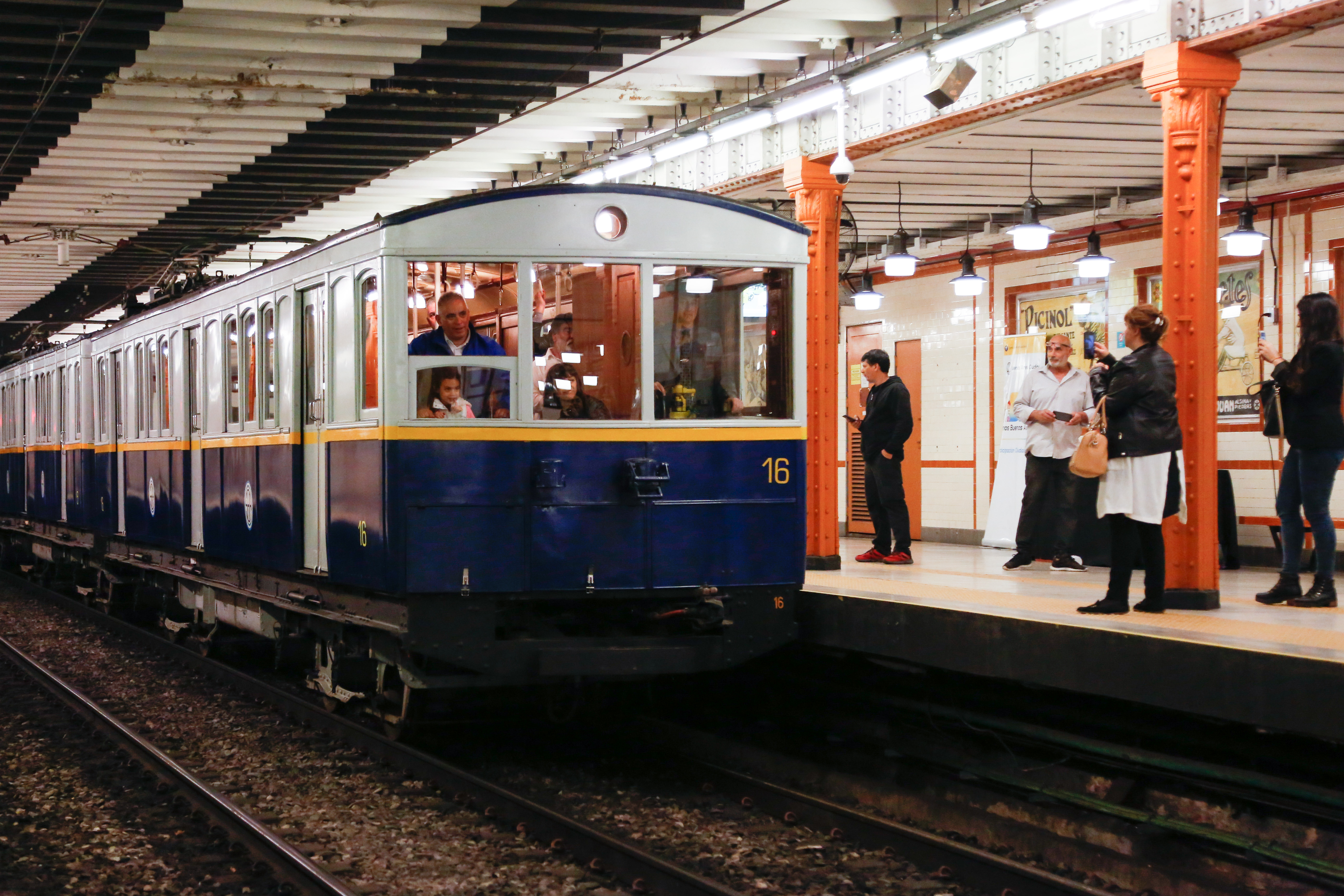
Erste Fahrt der revitalisierten Brugeoise-Garnitur im Nostalgieeinsatz (2017)
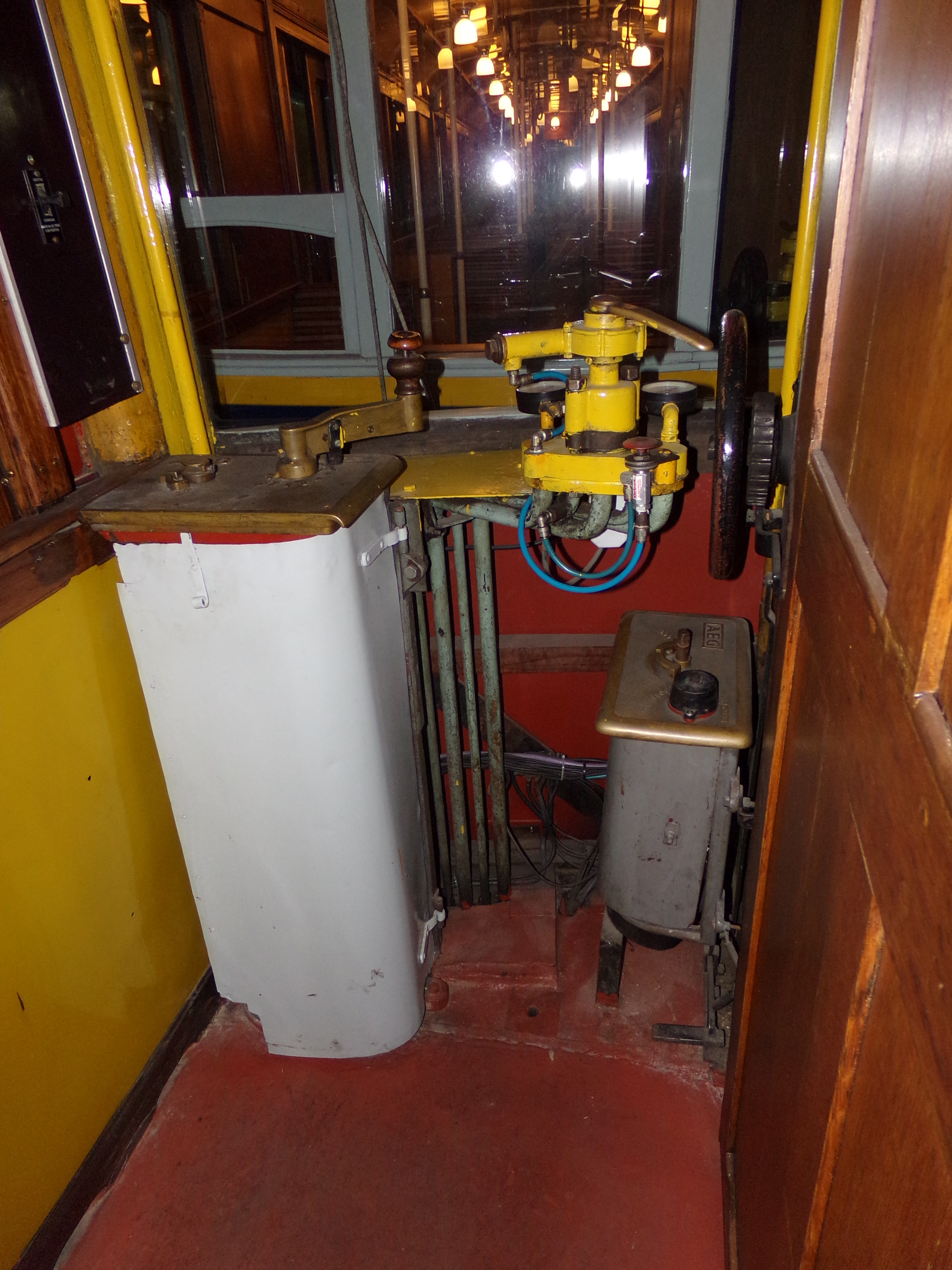
Führerstand eines Brugeoise-Triebwagens (2016)
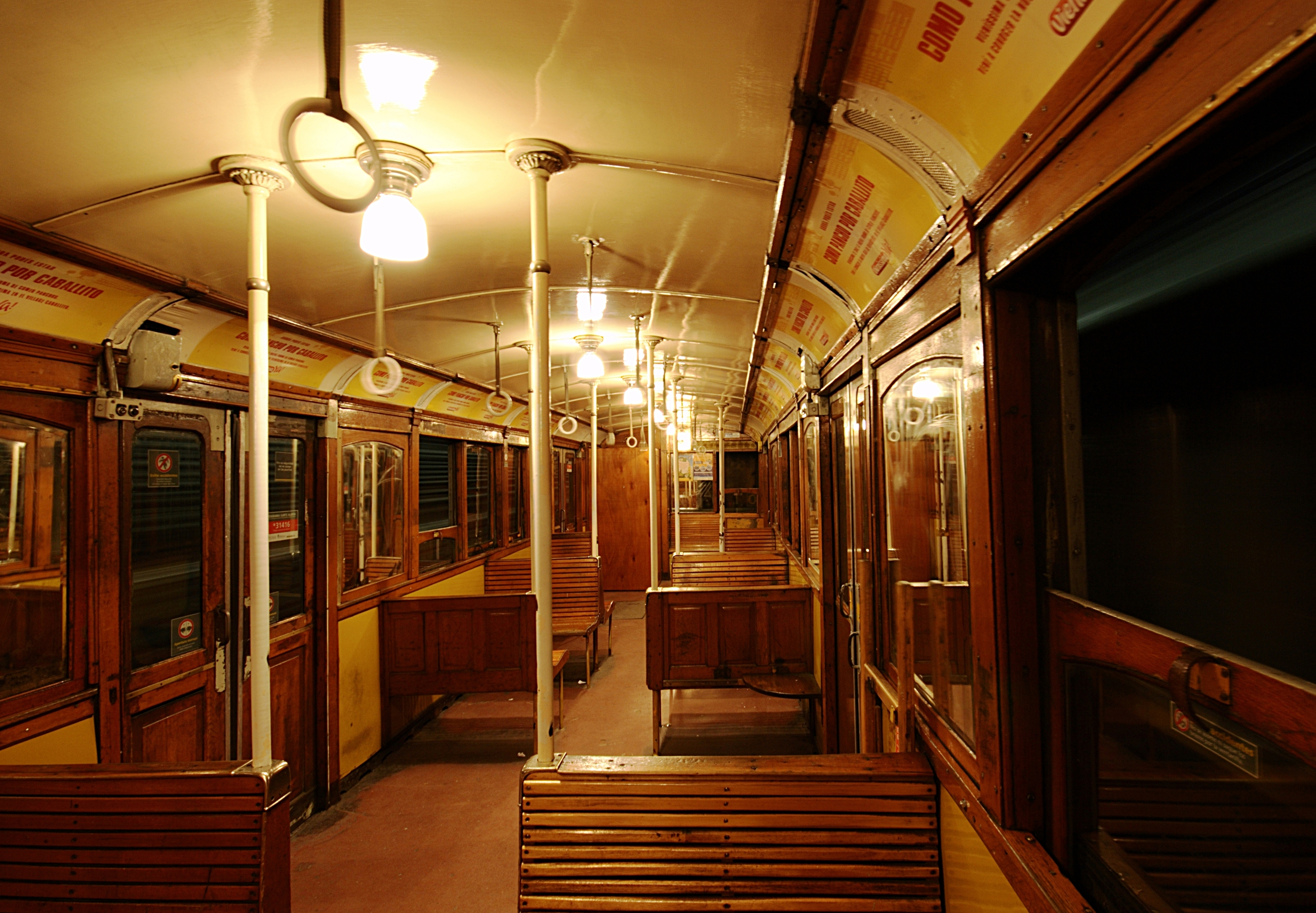
Interieur (2006)
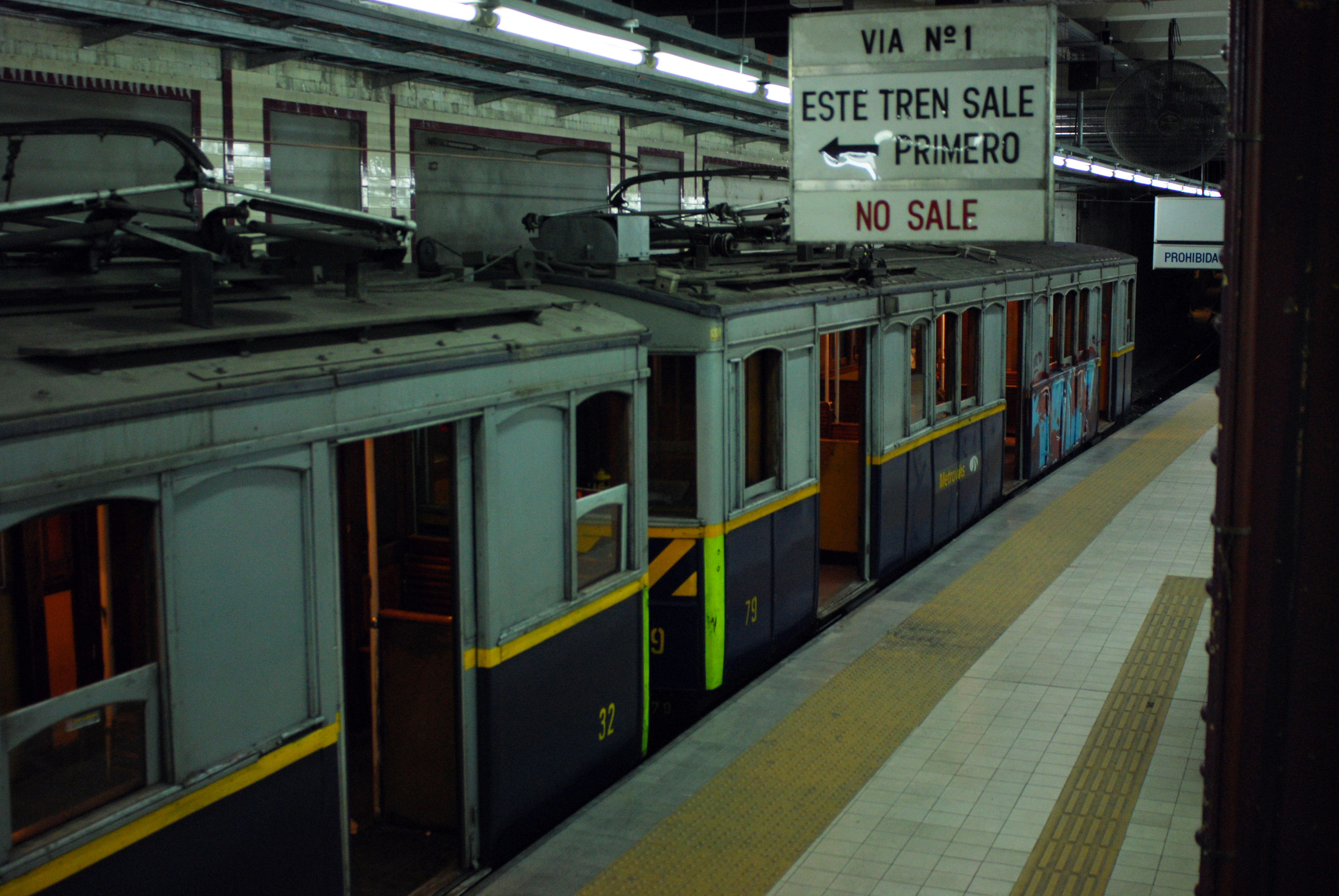
Brugeoise-Triebwagen im Planverkehr (Dezember 2008)
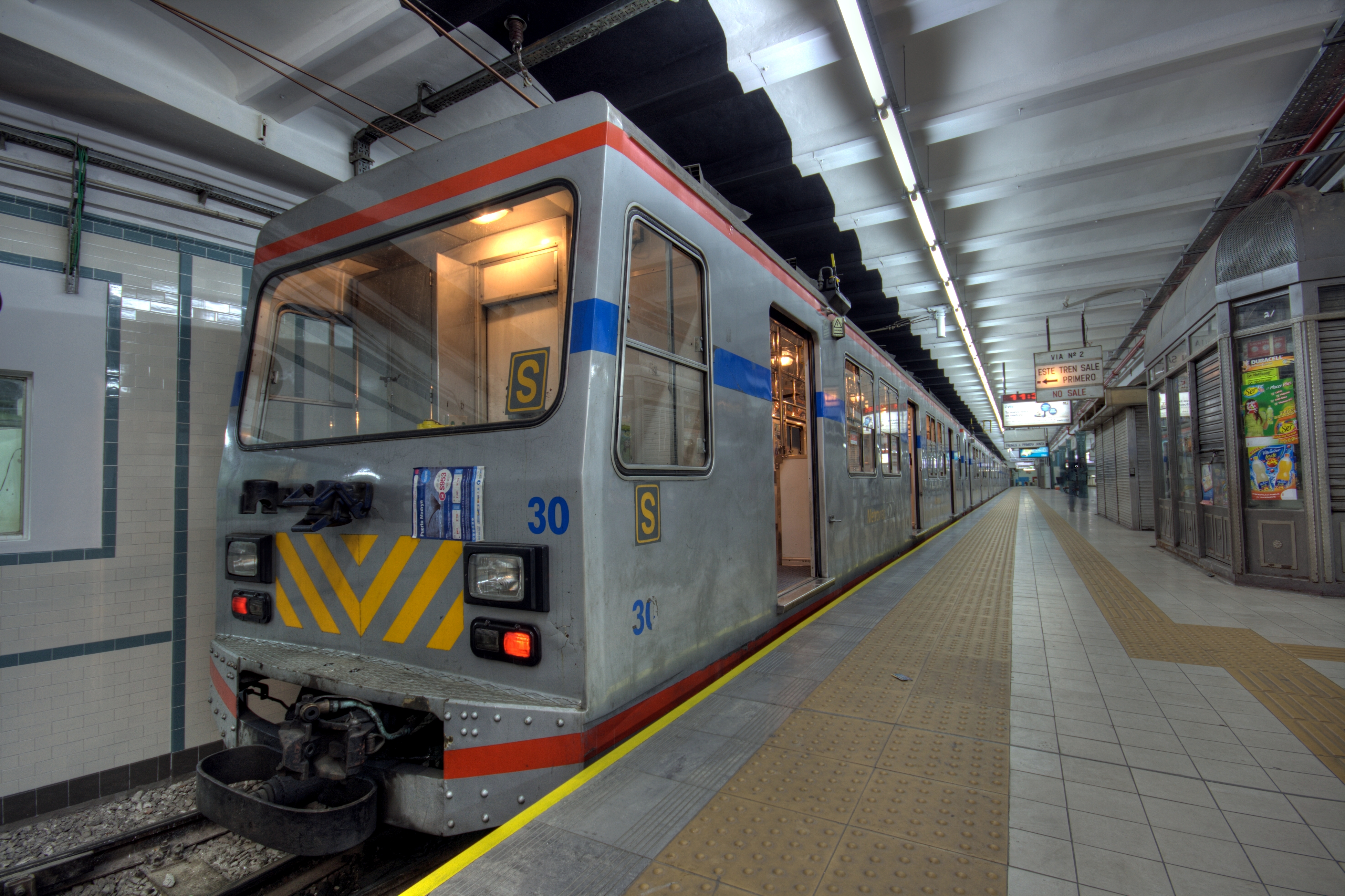
Von EMEPA modernisierte Brugeoise-Triebwagen (2008)
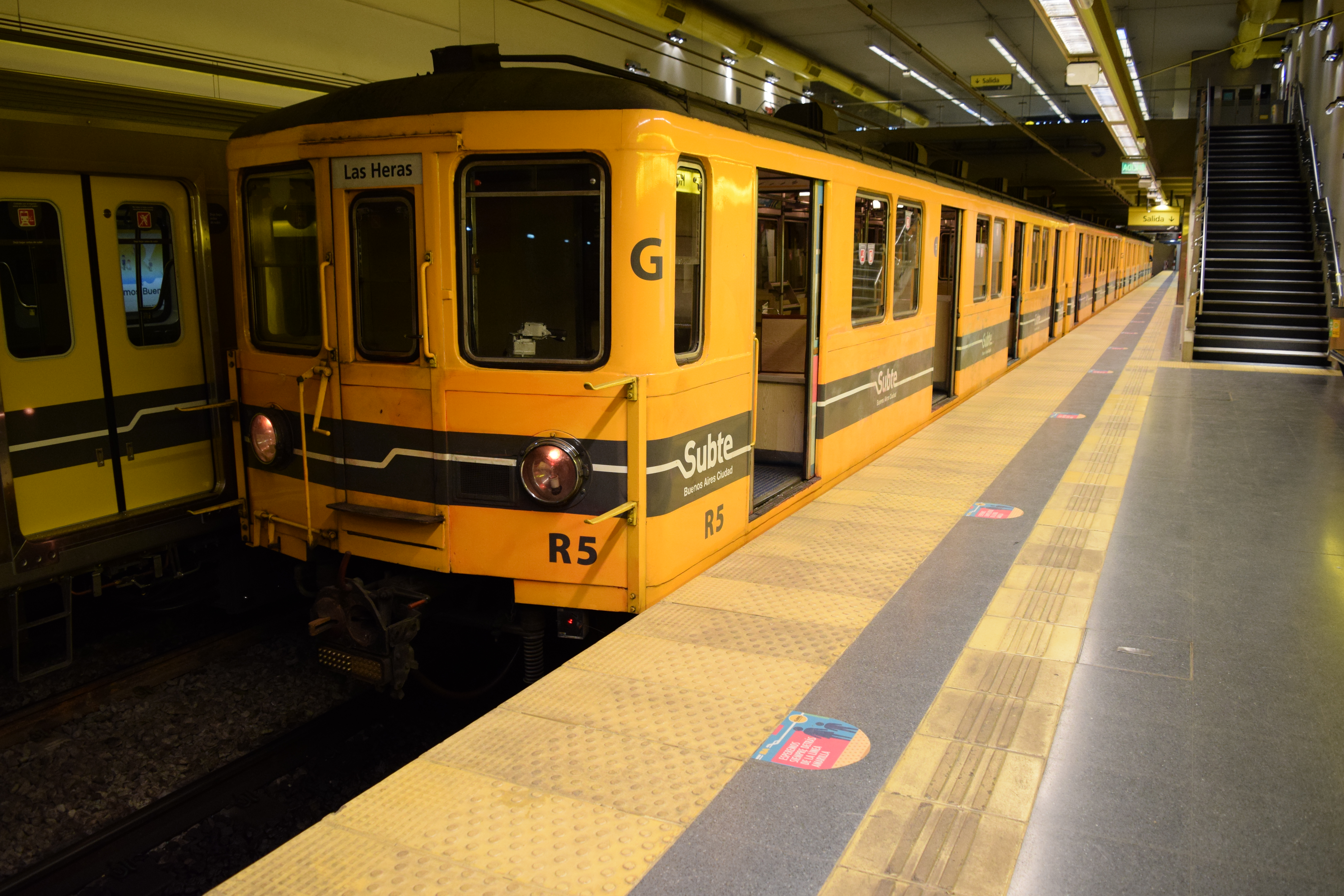
Triebzug von Siemens-Schuckert und Orenstein & Koppel (geb. 1934–1944)
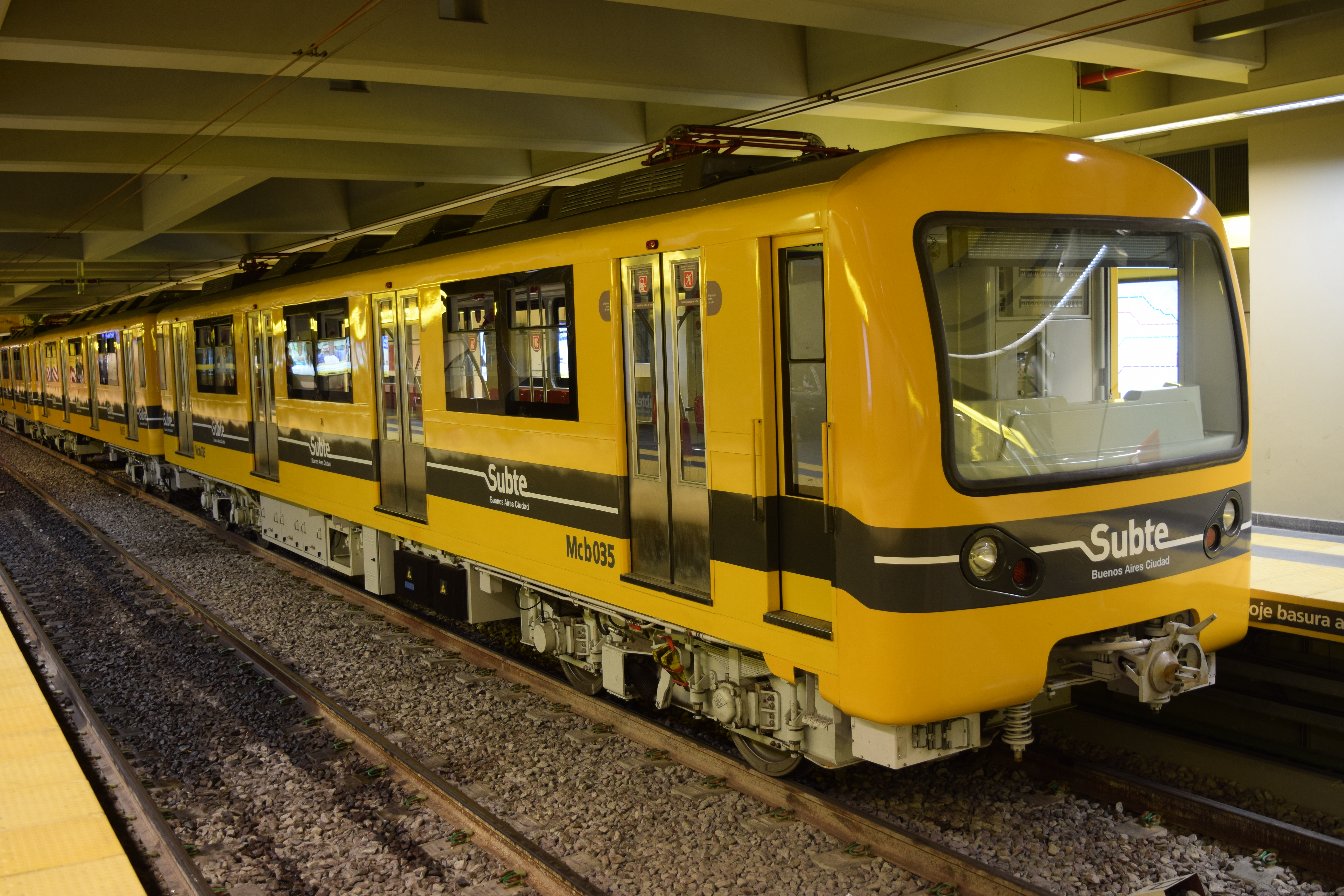
Von EMEPA-Alstom modernisierter O&K-SSW-Zug (2015)
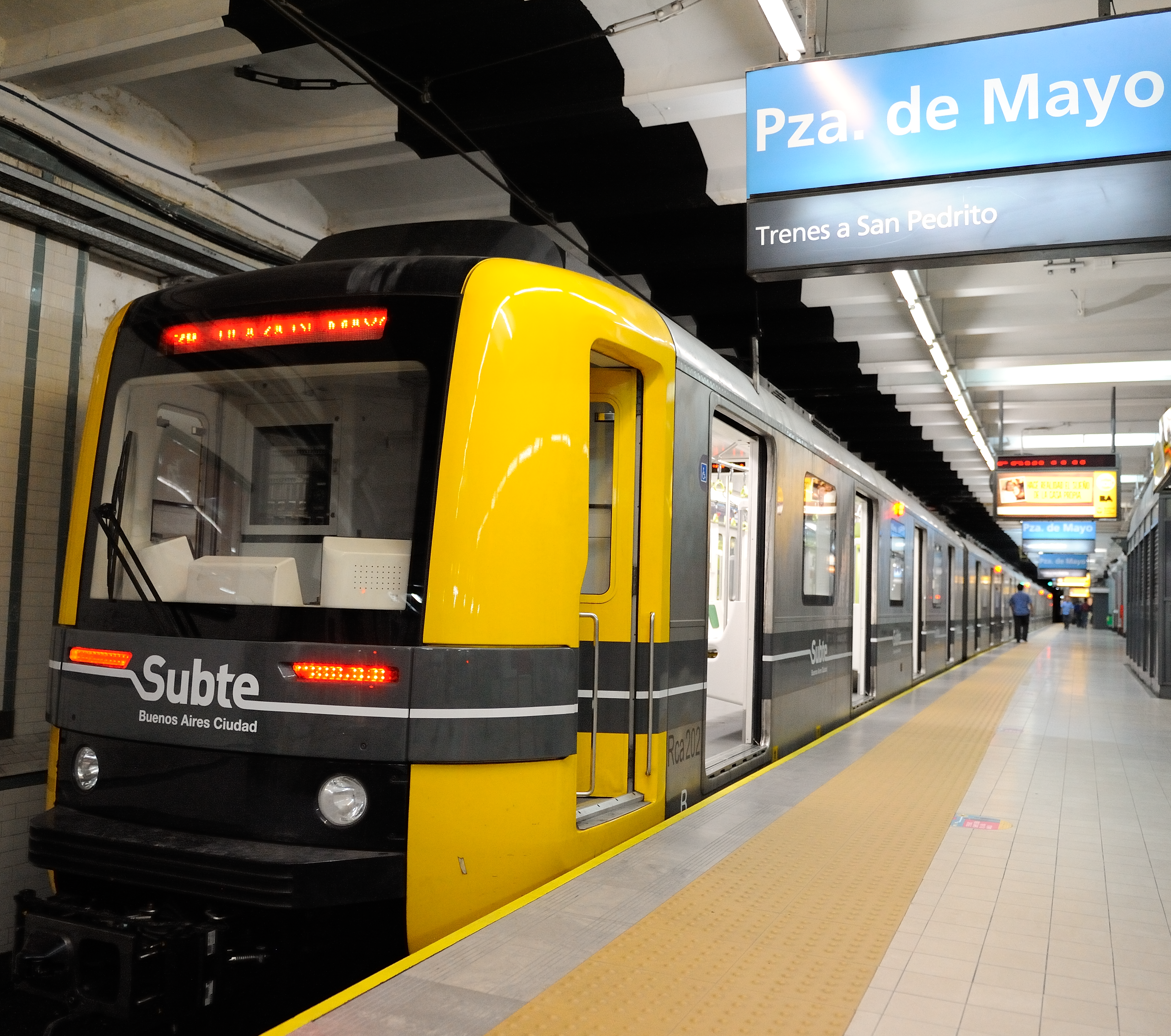
Chinesische CNR 200 Triebwagen (seit 2013 im Einsatz)

## Haltestellen und Verbindungen
- Plaza de Mayo
- Perú (Linie E – Linie D)
- Piedras
- Lima (Linie C)
- Sáenz Peña
- Congreso (Argentinischer Nationalkongress)
- Pasco
- Alberti
- Plaza Miserere (Linie H)
- Loria
- Castro Barros
- Río de Janeiro
- Acoyte
- Primera Junta
- Puán
- Carabobo
- San José de Flores
- San Pedrito